# 76 mm armata dywizyjna wz. 1936 (F-22)
76 mm armata dywizyjna wz. 1936 (F-22) (ros. 76-мм дивизионная пушка образца 1936 года, Ф-22) – radziecka armata polowa wprowadzona do służby w 1936. W latach 1936–1939 wyprodukowano 2932 egzemplarzy, lecz ponieważ armata okazała się nieudana, w 1939 przerwano jej produkcję, zastępując ją nowszą 76 mm armatą wz. 1939 (USW).
W 1934 roku w ZSRR rozpoczęto prace nad nową armata kalibru 76,2 mm, następcą armaty wz. 1902/30. Według planów nowe działo miało być konstrukcją uniwersalna zdolną nie tylko do zwalczania celów naziemnych, ale także powietrznych. 11 maja 1936 roku do uzbrojenia przyjęto skonstruowaną przez Wasilija Grabina armatę F-22. Otrzymała ona oficjalne oznaczenie 76 mm armata dywizyjna wz. 1936.
Seryjna produkcja działa F-22 rozpoczęła się pod koniec 1936 roku. F-22 była pierwszą radziecką armata wyposażoną w resorowane koła, zaprojektowaną do trakcji mechanicznej. Eksploatacja w jednostkach wykazała, że skuteczność ognia przeciwlotniczego prowadzonego przez działo polowe jest bliska zeru. Jednocześnie duży maksymalny kąt podniesienia lufy sprawił, że konstrukcją łoża była skomplikowana, a samo działo zbyt ciężkie. Dlatego w 1937 roku rozpoczęto projektowanie kolejnej armaty kalibru 76,2 mm która została przyjęta do uzbrojenia w 1939 roku. Po rozpoczęciu produkcji armaty USW produkcję F-22 zakończono. Wyprodukowano 2932 armaty tego typu: 10 w 1936, 417 w 1937, 1002 w 1938 i 1503 w 1939.
Po raz pierwszy armaty F-22 zostały użyte bojowo podczas walk z Japończykami nad jeziorem Chasan w 1938, a później rzeką Chalchyn gol w 1939 roku.
W 1941 Niemcy zdobyli prawie półtora tysiąca tych armat. Zostały one przyjęte do uzbrojenia pod oznaczeniem 7.62 cm FK 296(r). Większa ich część została zmodyfikowana i przyjęta do służby przez Wehrmacht jako 7,62 cm PaK 36(r). Armia fińska zdobyła 86 dział i używała je pod oznaczeniem 76 K/36. W Rumunii zdobyczne armaty F-22 osadzono na podwoziach czołgów T-60 tworząc w ten sposób działo samobieżne TACAM-60.
Pomimo strat część dział F-22 pozostało w rękach radzieckich i była wykorzystywana przez nich do końca wojny w roli dział polowych i przeciwpancernych.

## Bibliografia

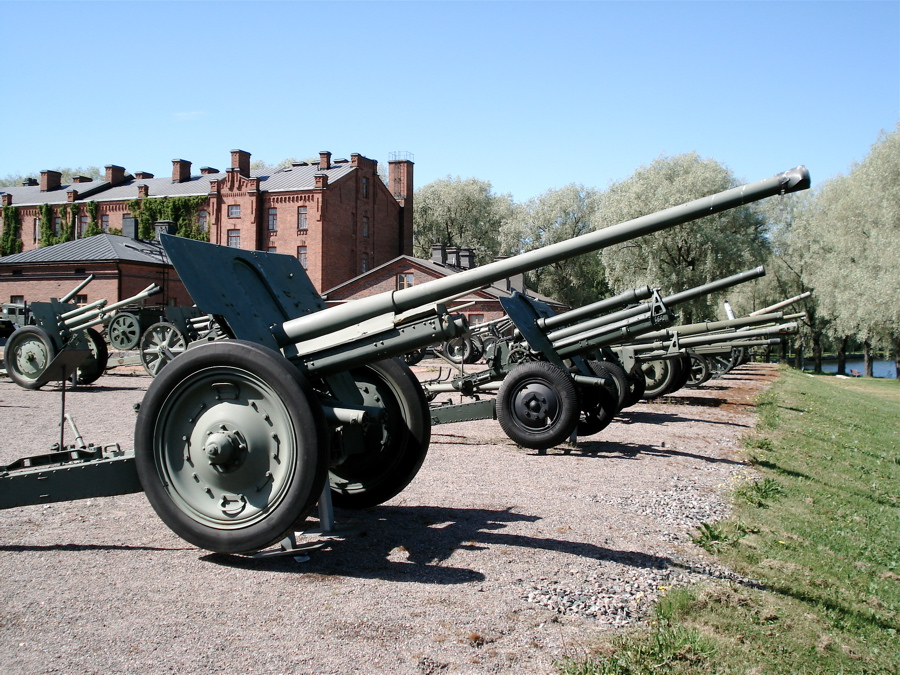
Armata F-22 w muzeum w Hämeenlinna